# Betula avatshensis
Betula avatshensis är en björkväxtart som beskrevs av Vladimir Leontjevitj Komarov. Betula avatshensis ingår i släktet björkar, och familjen björkväxter. Inga underarter finns listade.